# Andrija Hebrang (sin)
Andrija Hebrang (Beograd, 27. siječnja 1946.), hrvatski političar, liječnik i profesor na Medicinskom fakultetu u Zagrebu. 

## Mladost i naobrazba
Andrija Hebrang rodio se u Beogradu, 1946. godine. Sin je Andrije Hebranga, poznatog hrvatskog političara i Olge Strauss, iz bogate pakračke židovske obitelji. Njegov otac bio je visokopozicionirani član Komunističke partije i partizanski borac, te blizak prijatelj Josipa Broza Tita. Međutim, 1949. njegov otac gubi simpatije među visokim dužnosnicima stranke, optužen je za izdaju i smaknut. Nadnevak njegove smrti je nepoznat, no može se reći da je poginuo 1949. u zatvoru u Beogradu; okolnosti ostaju nepoznate kao i mjesto njegovog tijela.
Mladi Andrija, zajedno s majkom i ostalom obitelji, stavljen je u kućni pritvor 1948. godine. Njegova majka provela je u zatvoru dvanaest godina, pa su djeca živjela s tetkom Ilonom u Zagrebu. Živjeli su siromašno, kako je Ilonin suprug poslan na Goli otok na nekoliko godina, morala je sama uzdržavati troje mlade djece. Andrija je ponovno vidio majku s jedanaest godina, a puštena je iz zatvora 1960. godine Obitelj je bila prisiljena promijeniti prezime u Markovac kako bi Olga lakše našla posao, no Andrija nikada nije prihvatio novo prezime.
Nakon što je završio gimnaziju, Hebrang je pohađao Medicinski fakultet na Sveučilištu u Zagrebu gdje je obranio doktorat i specijalizirao radiologiju i onkologiju, te postao sveučilišni profesor 1985. godine. Vjenčao se s Danijelom Vrhovski, doktoricom medicinske biokemije na Sveučilištu u Zagrebu i imaju troje djece.

## Politička karijera
Od 1990. godine, kao član Hrvatske demokratske zajednice obnaša niz visokih političkih dužnosti.

### Politička karijera u doba Franje Tuđmana (1990. – 1998.)
Od samog stvaranja hrvatske države i Domovinskog rata bio je ministar zdravstva u Vladi Republike Hrvatske 1990. – 1992., pa opet od 1993. – 1998. Godine 1993. – 1994. obnaša dužnost koordinatora Saniteta oružanih snaga Republike Hrvatske. 
U Hrvatskom saboru bio je zastupnik 1993., pa 1995. 
Nakon smrti ministra obrane Gojka Šuška 1998. bio je četiri mjeseca ministar obrane, no zbog mimoilaženja sa svojim pomoćnicima podnosi ostavku i privremeno se povlači iz političkog života. Tada se istodobno povlači s dužnosti predsjednika liječničkog konzilija Predsjednika Republike Franje Tuđmana, kojem je bio na čelu od 1996.

### Angažman u HIP-u (2000. – 2001.)
Godine 2001. osniva zajedno sa sinom pokojnog predsjednika Tuđmana Miroslavom Tuđmanom udrugu Hrvatski istinski preporod (HIP) i na izborima za Skupštinu Grada Zagreba u svibnju 2001. biva izabran za gradskog zastupnika. 

### Povratak u HDZ i priključenje Sanaderu
Na nagovor predsjednika HDZ-a Ive Sanadera vraća se u stranku, te na 7. Općem Saboru HDZ-a bude izabran za potpredsjednika stranke. Nakon pobjede Hrvatske demokratske zajednice na parlamentarnim izborima 2003. obnaša u Sanaderovoj Vladi dužnost potpredsjednika i ministra zdravstva i socijalne skrbi. U prosincu 2004. otišao je na operaciju u Austriju. Ta njegova gesta je izazvala sablazan u hrvatskoj javnosti i protumačena kao nepovjerenje u hrvatski zdravstveni sustav jer se takva operacija po mišljenju hrvatskih liječnika mogla izvesti i u Hrvatskoj. Godine 2005. daje ostavku na dužnosti u Vladi zbog zdravstvenih razloga, te se vraća kao zastupnik u Hrvatski sabor.

### Predsjednik Kluba zastupnika HDZ-a 2008.
Nakon ponovne pobjede HDZ-a na parlamentarnim izborima 2007., izabran je za zastupnika te na konstituirajućem šestom sazivu Hrvatskog sabora 11. siječnja 2008. postaje predsjednik Kluba zastupnika HDZ-a.
Na predsjedničkim izborima 2009. bio je predsjednički kandidat. U prvome krugu osvojio je 12,02% glasova, nedovoljno za prolazak u drugi krug. Kandidati ispred njega bili su Milan Bandić (14,84%) i Ivo Josipović (32,44%).
Na Hebrangov je prijedlog osnovan 2011. Ured za pronalaženje, obilježavanje i održavanje grobova žrtava komunističkih zločina nakon Drugog svjetskog rata.

## Djela
- Radijacija i zaštita u medicinskoj dijagnostici, Medicinska knjiga, Beograd-Zagreb, 1987. (suautor Ferdo Petrovčić)[6]
- Zakon o zdravstvenoj zaštiti i zdravstvenom osiguranju: i drugi propisi zdravstvenog osiguranja, Narodne novine, Zagreb, 1991. (suprireditelj Ivan Mrkonjić)
- Poboljšanje zdravstvene zaštite na hrvatskim otocima, Ministarstvo zdravstva Republike Hrvatske, Zagreb, 1997. (i suradnici)[7]
- Radiologija, Medicinska naklada, 2. izd., Zagreb, 2001., suurednik Marijan Lovrenčić (3. obnovljeno i dopunjeno izd. 2007. suurednica Ratimira Klarić-Čustović[8])
- Hrvatski registar osoba s invaliditetom: uloga primarne zdravstvene zaštite, (gl. ur), Ministarstvo zdravstva, Zagreb, 2004.
- Zločini nad civilima u srpsko-crnogorskoj agresiji na Republiku Hrvatsku, Udruga Hrvatskih liječnika dragovoljaca 1990. – 1991.-Ogranak Matice hrvatske u Zadru, Zagreb-Zadar, 2013.
- Hrvatski sanitet tijekom srpsko-crnogorske agresije na Republiku Hrvatsku 1990. – 1995., Medicinska naklada-Udruga hrvatskih liječnika dragovoljaca 1990. – 1991., Zagreb – Vukovar, 2015. (autori: Andrija Hebrang i suradnici)[9]

## Nagrade i odličja
- 1995.: Velered kralja Dmitra Zvonimira s lentom i Danicom
- 2014.: Nagrada Bili smo prvi kad je trebalo, za knjigu Zločini nad civilima u srpsko-crnogorskoj agresiji na Republiku Hrvatsku.
- 2016.: Nagrada Bili smo prvi kad je trebalo, za knjigu Hrvatski sanitet tijekom srpsko-crnogorske agresije na Republiku Hrvatsku 1990. – 1995.[10]

## Religija
Hebrang se javno izjasnio da je rimokatoličke vjeroispovijesti.

## Vanjske poveznice
- Popis radova Hrvatska znanstvena bibliografija: Andrija Hebrang  Arhivirana inačica izvorne stranice od 13. rujna 2014. (Wayback Machine)